# Rosa korshinskiana
Rosa korshinskiana là loài thực vật có hoa trong họ Hoa hồng. Loài này được Boulenger miêu tả khoa học đầu tiên.